# Sveriges Vandrarhem i Förening
Sveriges Vandrarhem i Förening (SVIF) var en svensk intresseorganisation, bildad 1991 och avvecklad 2018, som samlade fristående självständiga vandrarhem i Sverige.
Föreningens syfte var främst att möjliggöra gemensam marknadsföring.  